# Torri e bastioni di Alghero

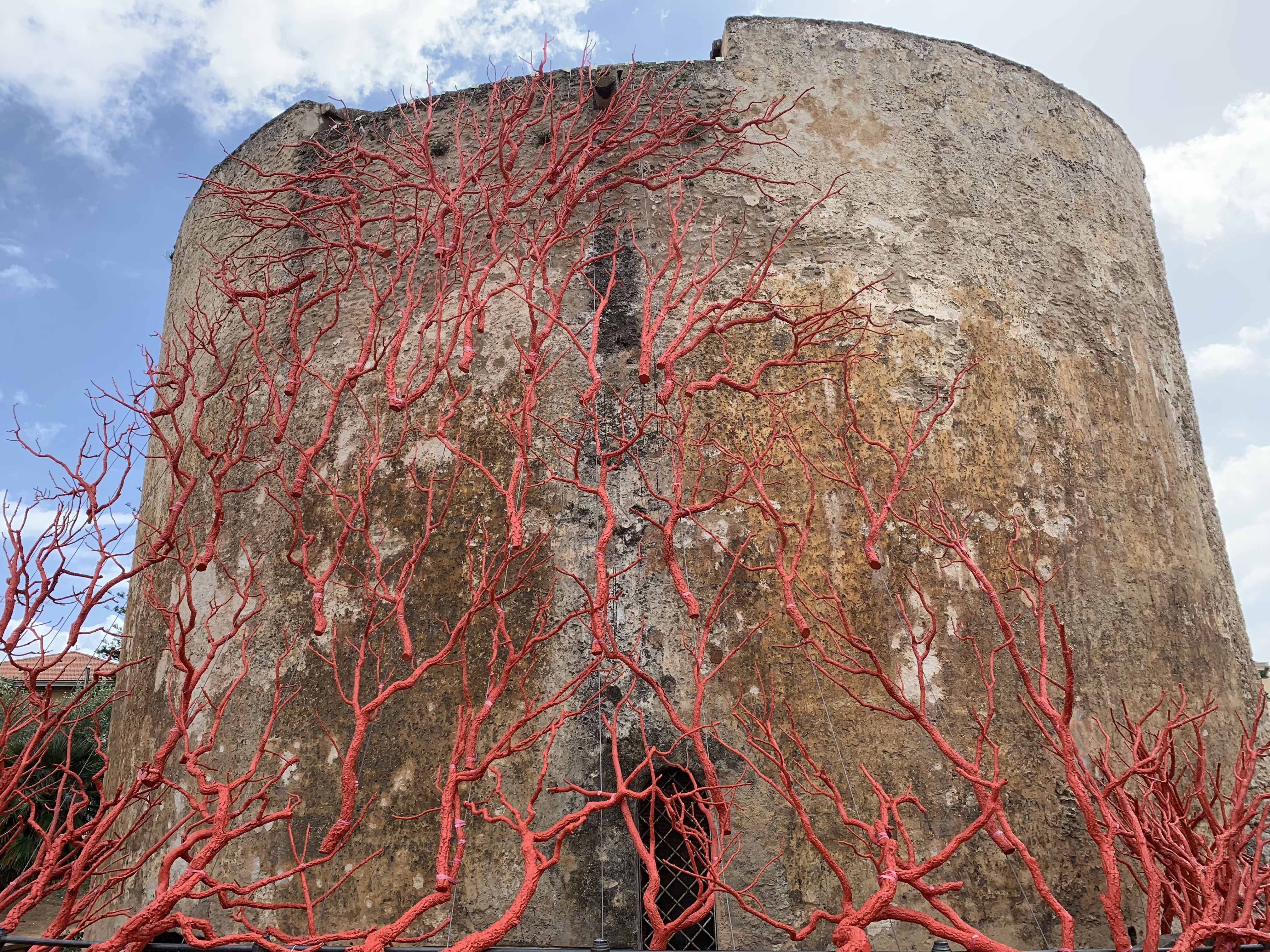
La torre di San Giovanni con il corallo

Alghero è una delle poche città fortificate italiane ad aver mantenuto circa il 70% delle sue mura (manca la parte dal forte della Maddalena alla Torre dell'Esperò Rejal), con annesse torri: recentemente valorizzati da un restauro, i bastioni offrono una passeggiata sul mare che circonda la città vecchia, e si congiungono con il Lungomare Dante costruito negli anni cinquanta del XX secolo.

## Bastioni

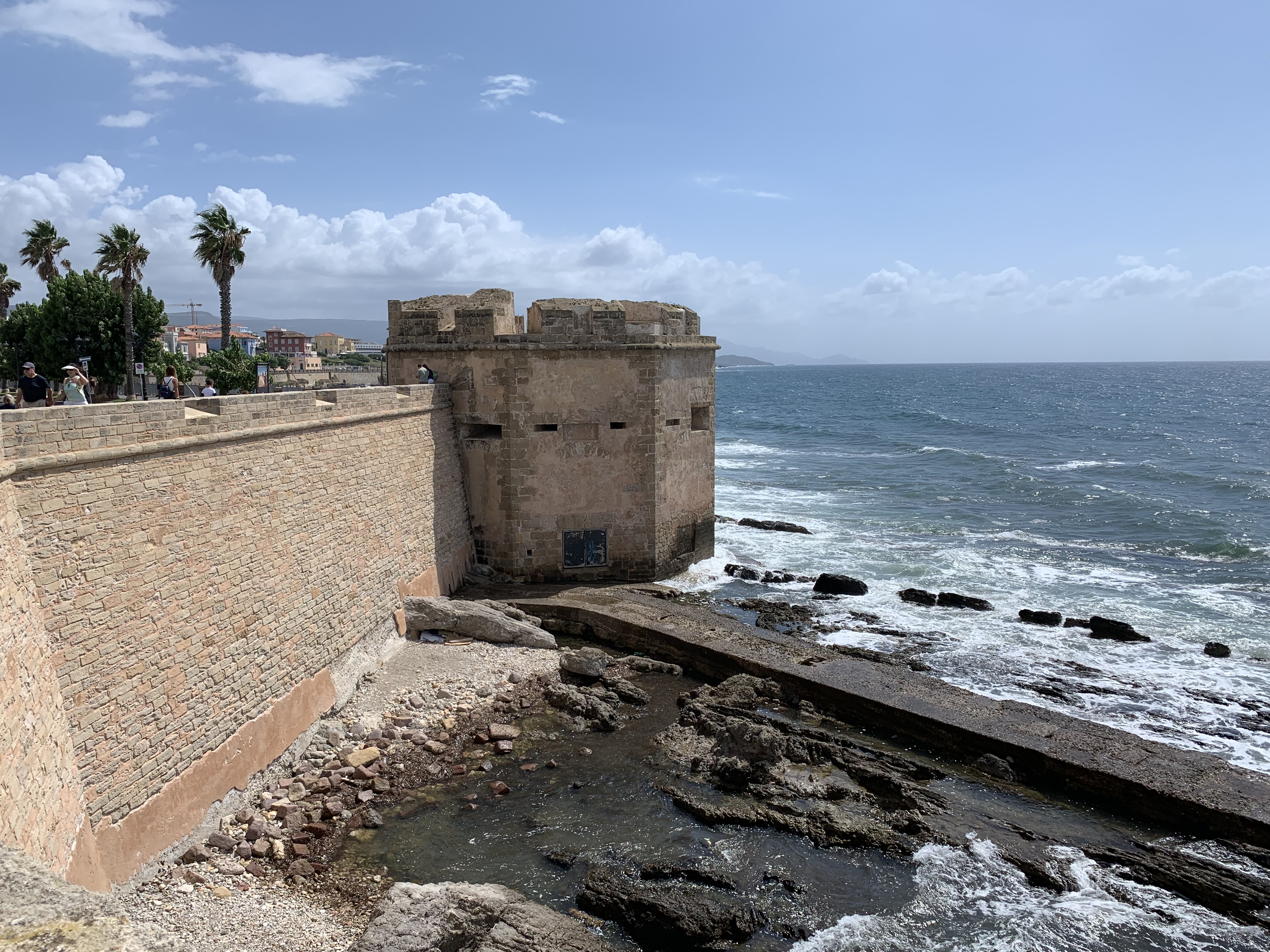
Bastioni sul mare

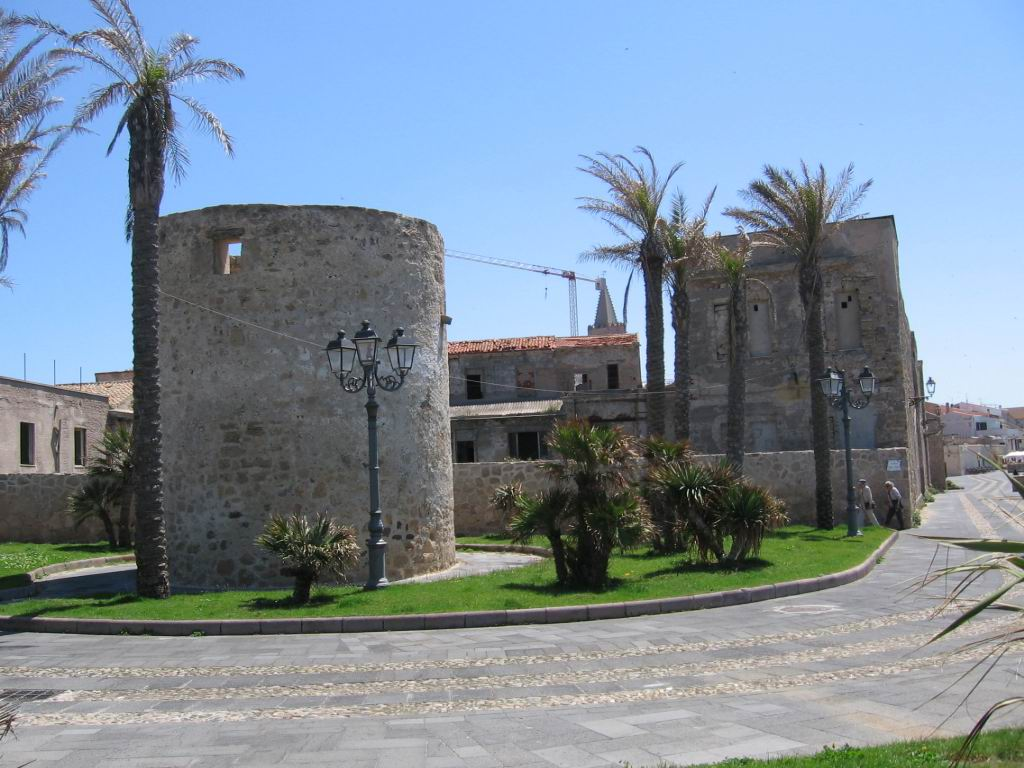
Torre della Polveriera

I bastioni che difendono la città vecchia dal mare sono dell'epoca catalano-aragonese, e a partire dalla Piazza Sulis sono dedicate alla memoria di famosi navigatori: 
- Bastioni Cristoforo Colombo
- Bastioni Antonio Pigafetta
- Bastioni Ferdinando Magellano
- Bastioni della Maddalena
- Bastioni Marco Polo: nati dalla torre di San Giacomo (detta anche "dei Cani"), si trovano nella parte terminale dei bastioni Cristoforo Colombo, e proseguono sino al vecchio ospedale.

## Forti
- Forte della Maddalena
- Forte dello Sperone
- Forte di Montalbano

## Torri urbane

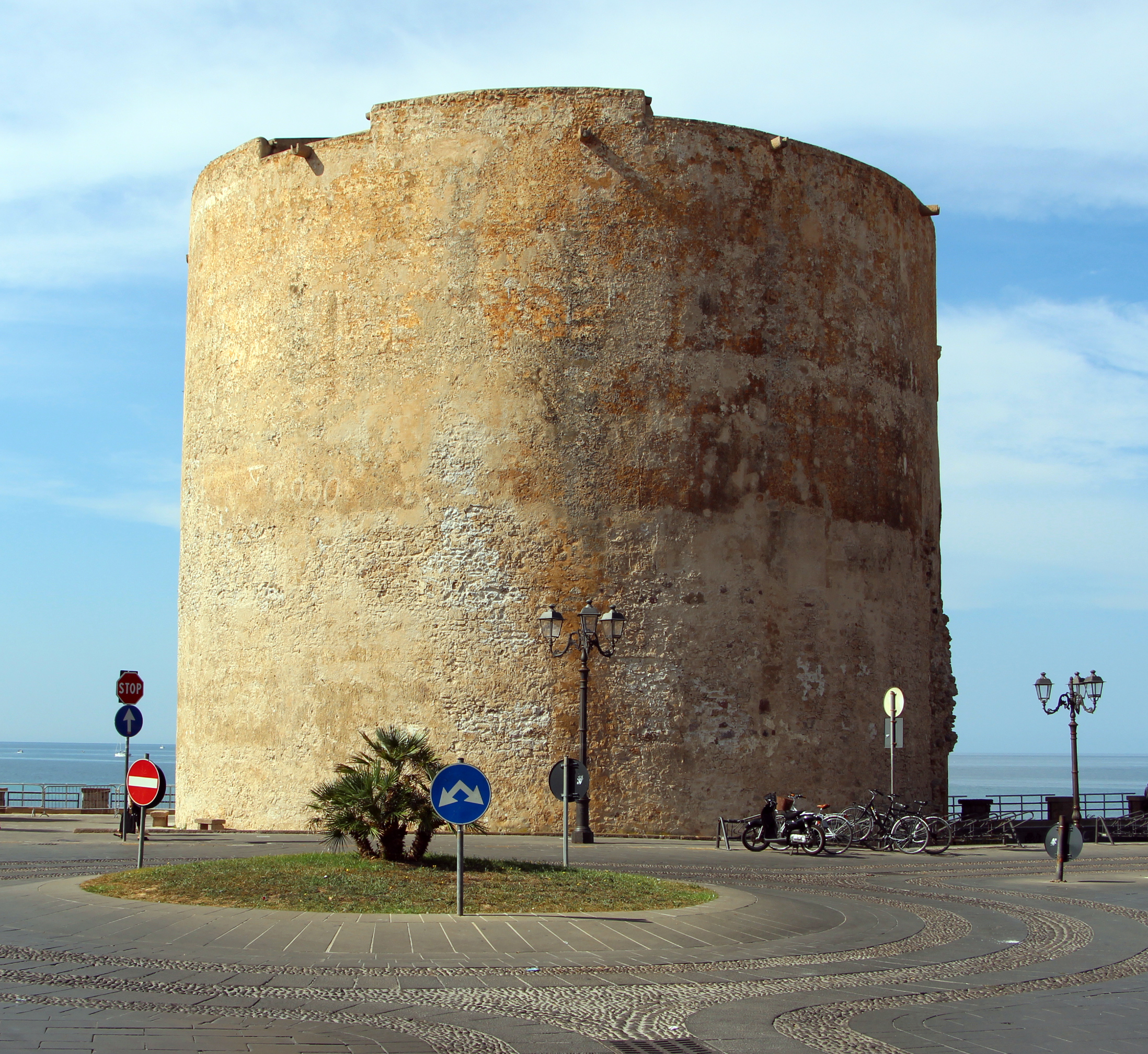
Torre dell'Esperò Rejal o di Sulis

- Torre di Porta Terra, o del Portal
- Torre di San Giovanni, o de Sant Joan
- Torre di Sulis o de l'Esperó Rejal
- Torre di San Giacomo, o de Sant Jaume (nota anche come Torre dei cani, in quanto in tempi non molto remoti è servita da canile)
- Torre della Polveriera, o de la Polvorera
- Torre di Sant'Elmo, o della Madonnina
- Torre di Garibaldi, o della Maddalena, dove si trova il forte omonimo.

## Torri extraurbane
- Torre del Lazzaretto, a pochi km da Fertilia
- Torre Nuova
- Torre del Bulo
- Torre della Pegna
- Torre del Porticciolo
- Torre di Tramariglio
- Torre di Capo Galera
- Torre della Speranza, nei pressi dell'omonima spiaggia, nel confine a estremo sud del comune
- Torre di Punta Giglio

Ma non solo le fortificazioni aragonesi sono presenti sul territorio algherese: durante la seconda guerra mondiale numerosi fortini e capisaldi furono eretti qui e in tutta la Sardegna a difesa della costa e dell'entroterra; molti di questi vengono tuttora utilizzati come abitazioni temporanee, anche se ci sono ovviamente tensioni con le basi NATO (soprattutto con la base della Speranza), che ha richiesto che almeno venissero murati i tunnel ancora agibili che li collegano all'area militare.